# 海伍德島
海伍德島是南極洲的島嶼，位於羅伯特島北面離岸海域，屬於南設得蘭群島的一部分，處於卡塔里納角西北面2.88公里、哈默角西北面2.24公里和羅戈曾島東北面0.47公里。

## 外部連結
- SCAR Composite Antarctic Gazetteer（页面存档备份，存于）.

62°19′11″S 59°41′08″W / 62.31972°S 59.68556°W